# Stegosaurus
 Stegosaurus  ist ein thyreophorer (schildtragender) Dinosaurier aus der Familie der Stegosauridae und damit ein Vertreter der Ornithischia (Vogelbeckendinosaurier), der im Oberjura (Kimmeridgium bis frühes Tithonium) lebte. Mit bis zu 9 Metern Länge war er der größte bekannte Vertreter der Stegosauria. Der Name Stegosaurus bedeutet so viel wie „Dachechse“ (altgriechisch στέγος stegos „Dach“, σαῦρος sauros „Echse“).
Mindestens drei verschiedene Arten wurden aus der unteren Morrison-Formation im westlichen Nordamerika geborgen, die Überreste stammen insgesamt von etwa 80 Individuen. Ein Fund aus Portugal im Jahr 2006 hat gezeigt, dass die Gattung auch in Europa vorkam. Mit seinen imposanten Knochenplatten und Schwanzstacheln ist Stegosaurus – zusammen mit Tyrannosaurus, Triceratops, Apatosaurus und Velociraptor – einer der populärsten Dinosaurier überhaupt.
Stegosaurus war ein großer, schwergebauter und quadrupeder (vierbeinig laufender) Herbivore mit einer ungewöhnlichen Körperhaltung: Der Rücken war stark gewölbt, die Vorderbeine waren kurz. Den Schwanz hielt das Tier hoch in der Luft, während der Kopf nahe über dem Boden gehalten wurde. Seine verschiedenen Knochenplatten und Schwanzstacheln boten Stoff für viele Spekulationen. Während letztere sehr wahrscheinlich zur Verteidigung dienten, wurden für die Knochenplatten Funktionen wie Verteidigung, Temperaturregulierung oder Brautwerbung vorgeschlagen.

## Beschreibung

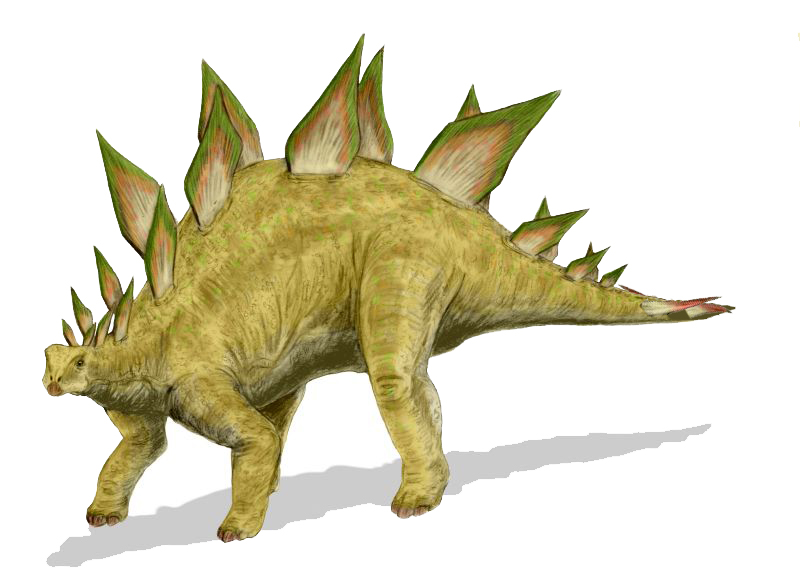
Künstlerische Lebenddarstellung

Stegosaurus armatus und Mensch im Größenvergleich

Stegosaurus-Zahn

Stegosaurus stenops, die Typspezies, wurde etwa sieben Meter lang und etwas mehr als drei Meter hoch; die Überreste von Stegosaurus armatus lassen auf eine Gesamtlänge von neun Metern schließen. Auf Hals, Rücken und Schwanz verliefen in zwei Reihen unterschiedlich große flache, drachenförmige Platten, deren Zahl zwischen 17 (bei Stegosaurus stenops) und 22 variiert. In Verbindung mit den langen Schwanzstacheln, die in zwei Paaren in der Nähe des Schwanzendes standen, machen diese Stegosaurus zu einem für den Laien leicht zu identifizierenden Dinosaurier.
Die Hinterfüße weisen jeweils drei kurze Zehen auf, während jeder Vorderfuß fünf Zehen hatte. Nur die inneren zwei Zehen hatten einen stumpfen Huf. Alle vier Beine wurden durch Polster hinter den Zehen unterstützt. Die Vorderbeine waren wesentlich kürzer als die Hinterbeine, was in einer ungewöhnlichen Haltung resultierte. So wurde der Schwanz hoch über den Boden gehalten, während der Kopf relativ flach gehalten wurde – vermutlich befand er sich nicht höher als ein Meter über dem Boden.
Der längliche und dünne Schädel war, im Vergleich zum restlichen Körper, klein. Die niedrige Position des Schädels lässt vermuten, dass Stegosaurus niedrig wachsende Vegetation abgegrast hat. Dies wird durch die Abwesenheit von Vorderzähnen und durch das Vorhandensein eines Hornschnabels unterstützt. Die kleinen Zähne waren dreieckig, flach und gesägt, was darauf hindeutet, dass das Tier seine Nahrung vor dem Schlucken zerquetschte. Wangen sorgten vermutlich dafür, dass Stegosaurus seine Nahrung beim Kauen im Maul behalten konnte.
Trotz der Gesamtgröße des Tieres war die Hirnschale klein und nicht größer als die eines Hundes. Eine gut erhaltene Stegosaurus-Hirnschale erlaubte es Othniel Charles Marsh, welcher Stegosaurus erstmals beschrieb, einen Abguss anzufertigen, der einen Hinweis auf die Gehirngröße des Stegosaurus gab. Wie der Abguss zeigte, war das Gehirn sehr klein – vielleicht das kleinste unter allen Dinosauriern. Die Tatsache, dass ein Tier wie Stegosaurus mit einem Gewicht von über 4,5 Tonnen ein Gehirn von nur 80 Gramm haben konnte, trug maßgeblich zu der früher weit verbreiteten Idee bei, Dinosaurier seien extrem dumm gewesen – eine Annahme, die heute weitgehend zurückgewiesen wird.
Der Großteil des Wissens über Stegosaurus stammt von den Überresten ausgewachsener Tiere; in jüngerer Zeit wurden aber auch Überreste von Stegosaurus-Jungtieren entdeckt. Ein solcher Fund wurde 1994 in Wyoming gemacht – das Tier war 4,6 Meter lang, zwei Meter hoch, und das Gewicht wird auf 2,3 Tonnen geschätzt. Das Skelett kann heute im University of Wyoming Geological Museum besichtigt werden. Noch kleinere Skelette – mit bis zu 210 Zentimetern Länge und 80 Zentimetern Rückenhöhe – sind im Denver Museum of Nature & Science zu besichtigen.

## Systematik
Stegosaurus war die als erstes benannte Gattung der Familie Stegosauridae. Er ist das Typ-Genus und Namensgeber der Familie. Die Stegosauridae sind eine von zwei Familien innerhalb der Infraordnung Stegosauria, zusammen mit den Huayangosauridae. Stegosauria bilden zusammen mit Ankylosauria die Gruppe Thyreophora. Stegosaurier waren sich im Körperbau ähnlich und unterschieden sich hauptsächlich an ihrem Spektrum an Stacheln und Platten. Zu den engsten Verwandten von Stegosaurus gehören Wuerhosaurus aus China und Kentrosaurus aus Ostafrika.

## Ursprünge
Die Ursprünge von Stegosaurus sind ungewiss – es sind nur wenige Überreste von basalen Stegosauriern und ihren Vorfahren bekannt. Kürzlich wurde ein neuer Stegosaurier – Hesperosaurus – aus der unteren Morrison-Formation entdeckt. Dieser Fund aus dem frühen Kimmeridgium ist einige Millionen Jahre älter als die Überreste von Stegosaurus. Der früheste bekannte Vertreter der Stegosauridae, Lexovisaurus, stammt aus der Oxford-Clay-Formation in England und Frankreich und lebte im frühen bis mittleren Callovium.
Das frühere und ursprünglichere Genus Huayangosaurus aus dem mittleren Jura von China (vor ca. 170 Millionen Jahren) lebte etwa 20 Millionen Jahre früher. Es ist die einzige bekannte Gattung in der Familie Huayangosauridae. Noch älter ist Scelidosaurus, aus dem frühen Jura von England, der vor etwa 190 Millionen Jahre lebte. Scelidosaurus zeigte Merkmale sowohl von Stegosauriern als auch von Ankylosauriern. Emausaurus aus Deutschland ist ein weiterer basaler Thyreophore, während der bipede (zweibeinig laufende) Scutellosaurus aus Arizona (USA) ein noch früheres Genus war. Dieser kleine, leichtgepanzerte Dinosaurier ist vermutlich eng verwandt mit den direkten Vorfahren von Stegosauriern und Ankylosauriern. Eine etwa 195 Millionen Jahre alte fossile Fährte, vermutlich von einem frühen Stegosaurier oder einem Stegosaurier-Vorfahren, wurde in Frankreich entdeckt.

## Entdeckung und Arten

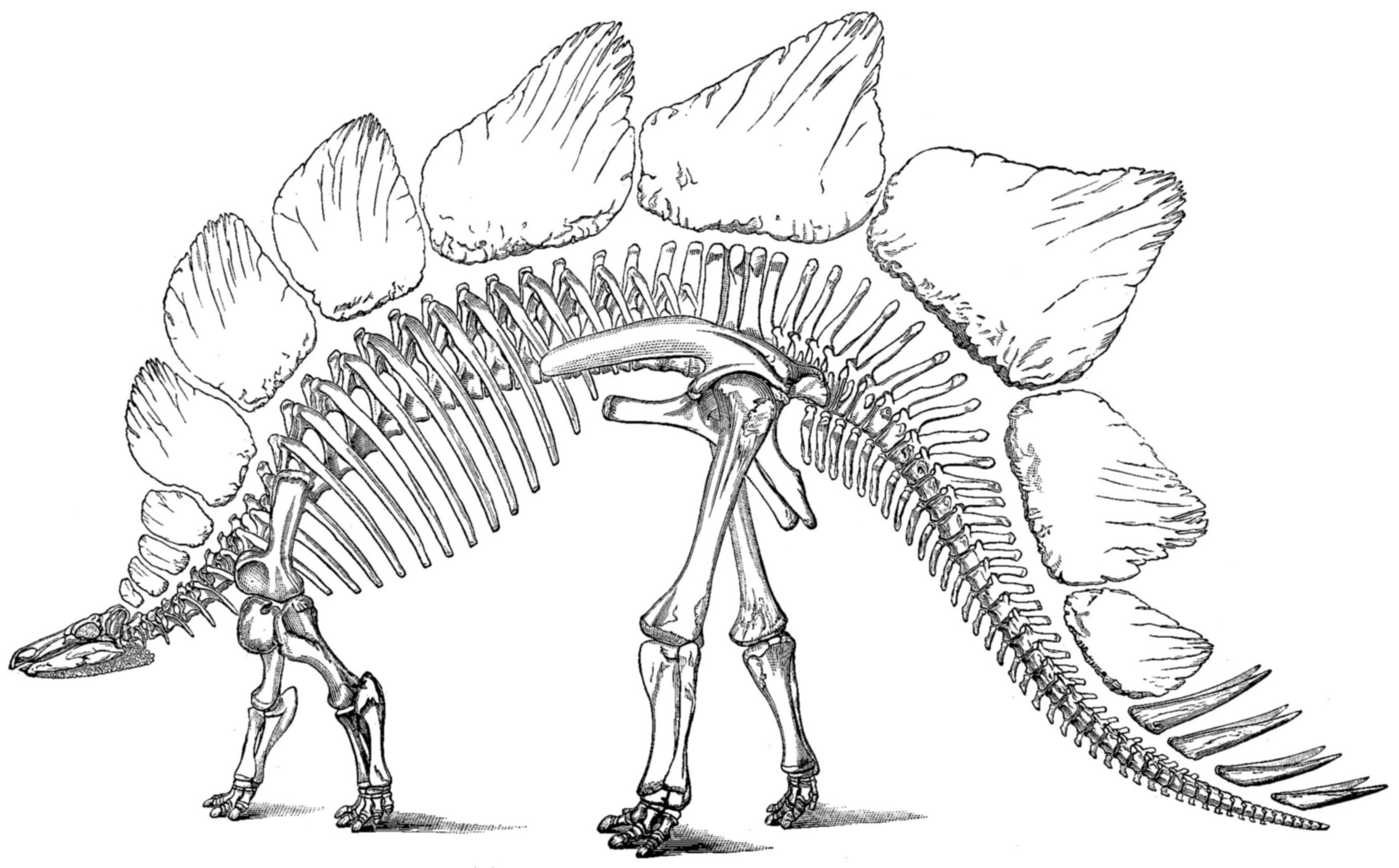
Marshs Stegosaurus-Rekonstruktion aus dem Jahr 1896 mit zwölf Rückenplatten und vier Paar Schwanzstacheln, jedoch hat die Gattung in Wirklichkeit 17 Rückenplatten und nur zwei Paar Schwanzstacheln

Stegosaurus, einer von vielen Dinosauriern, die erstmals während der „Knochenkriege“ entdeckt und beschrieben wurden, wurde von Othniel Charles Marsh im Jahr 1877 anhand von Überresten benannt, die nördlich von Morrison, Colorado, entdeckt wurden. Diese ersten Knochen wurden zum Holotypus – Stegosaurus armatus. Marsh nannte das Tier Stegosaurus, was so viel wie „Dachechse“ bedeutet, da er anfangs dachte, die Platten lägen flach auf dem Rücken des Tieres und würden sich wie Dachziegel überlappen. In den Jahren nach der Erstbeschreibung wurde eine Fülle von weiterem Material entdeckt und Marsh veröffentlichte weitere Abhandlungen über dieses Genus. Anfänglich wurden viele verschiedene Arten beschrieben – jedoch wurden viele von diesen in der Folgezeit als ungültig oder als synonym mit anderen Arten erklärt.

### Gültige Arten

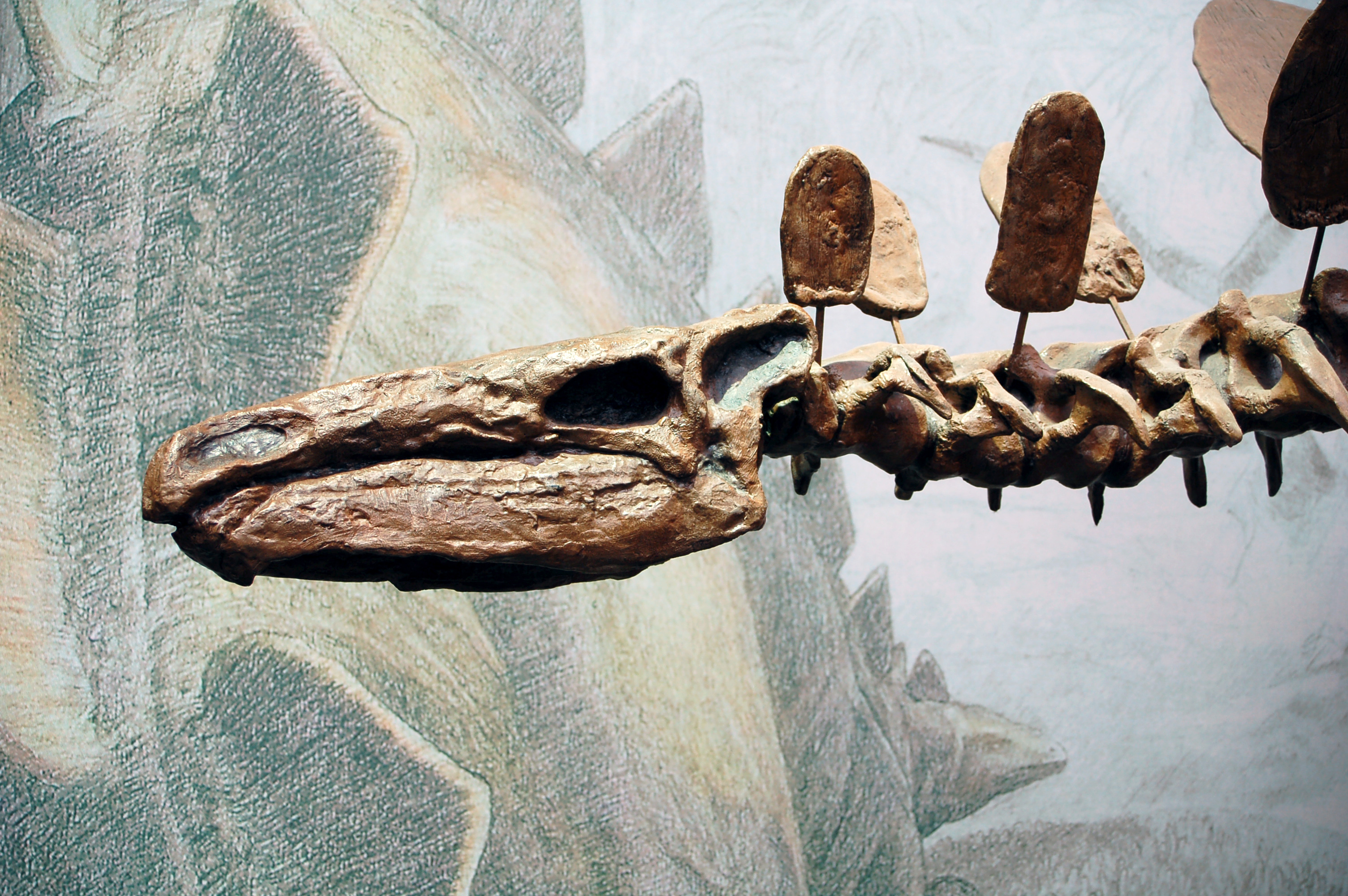
Stegosaurus-Schädel

Stegosaurus stenops, „schmalköpfige Dachechse“, wurde von Marsh im Jahr 1887 benannt. Das Holotyp-Material war im Jahr zuvor von Marshal Felch in Garden Park, nördlich von Cañon City, Colorado, entdeckt worden. Dies ist die am besten bekannte Stegosaurus-Art, da mindestens ein komplettes verbundenes Skelett geborgen werden konnte. Weiter sind mindestens 50 Teilskelette – sowohl von erwachsenen Tieren als auch von Jungtieren – ein kompletter Schädel und vier teilweise Schädel bekannt. Stegosaurus stenops hatte große, breite Platten und vier Schwanzstacheln. Er war mit sieben Metern Länge kürzer als Stegosaurus armatus. Seit 2013 gilt Stegosaurus stenops als Typusart.
Stegosaurus ungulatus, was so viel bedeutet wie „Dachechse mit Huf“, wurde von Marsh im Jahr 1879 anhand von Überresten benannt, die in dem berühmten Dinosaurierfriedhof Como Bluff in Wyoming entdeckt wurden. Er ist von wenigen Wirbeln und Knochenplatten bekannt. Vielleicht ist er ein Jungtier von Stegosaurus armatus, obwohl das ursprüngliche Material letzterer Spezies noch nicht vollständig beschrieben wurde. Ein Fund aus Portugal, der ins obere Kimmeridgium bis ins untere Tithonium datiert wurde, wurde dieser Spezies zugeschrieben.

### Nomina dubia (nachträglich für „ungültig“ erklärte Arten)
Stegosaurus armatus, „gepanzerte Dachechse“, war die erste entdeckte Art und ist von zwei Teilskeletten, zwei teilweise erhaltenen Schädeln und mindestens dreißig fragmentarischen Funden bekannt. Diese Spezies hatte vier horizontale Schwanzstacheln und relativ kleine Platten. Mit neun Metern Länge war sie die längste Art. Stegosaurus armatus galt lange als Typusart, verlor diesen Status jedoch aufgrund nur spärlich vorliegender Funde.
Stegosaurus sulcatus, „gefurchte Dachechse“, wurde von Marsh im Jahr 1887 basierend auf einem Teilskelett beschrieben. Lange als mögliches Synonym von Stegosaurus armatus betrachtet, wird in jüngerer Zeit sogar die Ansicht vertreten, dass es sich um eine eigene Gattung handeln könne.
Stegosaurus duplex, das so viel bedeutet wie „Dachechse mit zwei Nervengeflechten“ (in Anspielung auf den stark vergrößerten neuralen Kanal am Sacrum), wurde 1887 von Marsh beschrieben. Die Überreste waren 1879 von Edward Ashley in Como Bluff, Wyoming, geborgen worden. Diese Art wird mittlerweile als jüngeres Synonym von Stegosaurus ungulatus betrachtet.
Stegosaurus seeleyanus, ursprünglich als Hypsirophus beschrieben, ist evtl. ebenfalls mit Stegosaurus armatus identisch.
Stegosaurus (syn. Diracodon) laticeps wurde von Marsh im Jahr 1881 basierend auf einigen Kieferknochen-Fragmenten beschrieben. Während einige Stegosaurus stenops für eine Art von Diracodon halten, ordnen andere Diracodon als eine Stegosaurus-Art ein. Bakker führte 1986 den Namen Diracodon laticeps wieder ein, obwohl andere bemerken, dass das Material wahrscheinlich mit Stegosaurus stenops synonym ist.
Stegosaurus affinis, beschrieben von Marsh im Jahr 1881, ist nur durch ein verloren gegangenes Pubis (Schambein) bekannt. Er ist eventuell mit Stegosaurus armatus identisch.

### Zweifelhaft zugeordnete Arten
Stegosaurus madagascariensis aus der frühen Oberkreide von Madagaskar ist anhand von zwei isolierten Zähnen durch Jean Piveteau im Jahr 1926 beschrieben worden. Diese Zähne sind aber in ihrer Morphologie offenbar alles andere als Stegosaurier-typisch und wurden seither dem Theropoden Majungasaurus, einem Hadrosaurier, dem Pachycephalosaurier Majungatholus atopus, einem stark abgeleiteten Krokodilverwandten (Simosaurus clarki) sowie nicht näher bestimmbaren Ankylosauriern zugeschrieben.

### Umbeschriebene Arten
Weiteres, ursprünglich als Stegosaurus-Überreste beschriebenes, Material wird heute anderen Arten zugeschrieben:
- Stegosaurus marshi, 1901 von Lucas beschrieben, wurde im Jahr darauf in Hoplitosaurus umbenannt.
- Stegosaurus priscus, beschrieben von Nopcsa im Jahr 1911, ist mit Lexovisaurus identisch.[15]
- Stegosaurus longispinus („Dachechse mit langen Stacheln“) wurde 1914 von Charles W. Gilmore[18] anhand eines Teilskelettes benannt, welches aus der Morrison-Formation, Wyoming, stammte. Die vier ungewöhnlich langen Schwanzstacheln dieses etwa sieben Meter langen Tieres waren Anlass für jahrzehntelange Spekulationen, ob es sich hierbei tatsächlich um eine Stegosaurus-Art handelte. Seit 2016 ist es die Typusart der Gattung Alcovasaurus.

## Fossile Fußspuren
Fossile Fußspuren von Stegosauriden sind extrem selten, vor 1996 war keine einzige bekannt. Einige Forscher vermuten, dass Stegosaurier eher trockene Gebiete besiedelten und deswegen so wenige Spurenfunde aufgetaucht sind. Es gibt jedoch zwei Berichte über Funde aus Nordamerika, die auch zeitlich auf Stegosaurus passen würden. Der erste Bericht stammt von einem in Utah entdeckten Abdruck des Vorderfußes (Manus), welcher von Lockley und Hunt 1998 beschrieben und Stegopodus czerkasi genannt wurde (ein solches Ichnotaxon stellt keine reguläre Art im biologischen Sinne dar, sondern bezeichnet nur die Fußspur). Ein Hinterfußabdruck wurde auf dem gleichen Fundstück entdeckt; da man sich jedoch nicht sicher war, ob er vom selben Tier stammt, wurde sie dem Stegopodus nicht zugeordnet. Der zweite Bericht, von Bakker 1996 veröffentlicht, beschreibt Hinterfuß-Abdrücke.
Zwar bedeutet Stegopodus so viel wie Stegosaurus-Fuß, ob er aber wirklich von der Gattung Stegosaurus stammt, ist nicht zweifelsfrei geklärt. Einige Forscher sind der Ansicht, dass beide Funde nicht zu einem Stegosauriden gehören.

## Paläobiologie

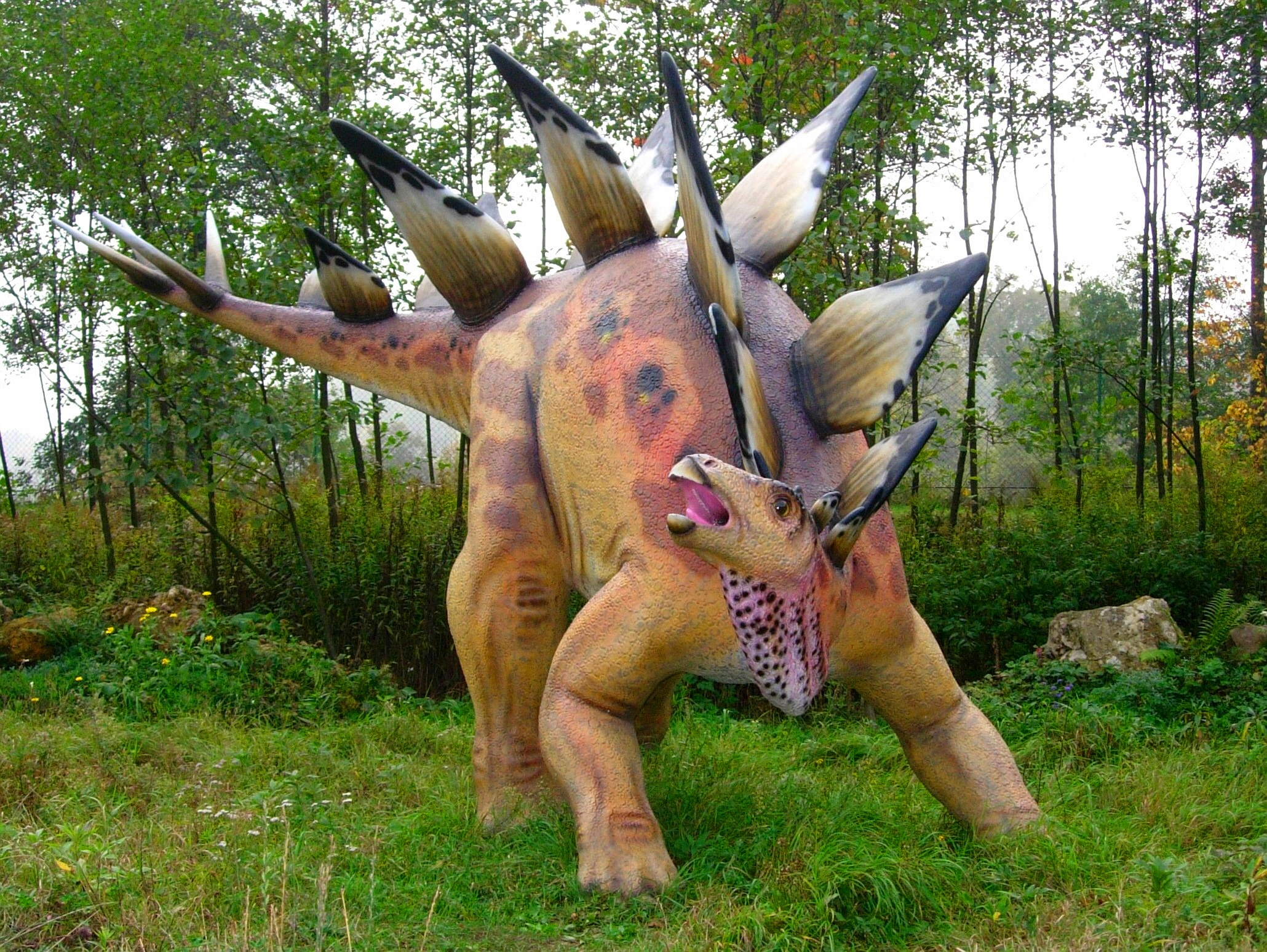
Stegosaurus-Modell im Bałtów-Jurassic-Park in Polen

Nachdem die Spezies entdeckt wurde, vermutete Marsh aufgrund der kurzen Vorderbeine zuerst, Stegosaurus sei biped. Im Jahr 1891 änderte er seine Meinung in Anbetracht des sehr schwergebauten Skelettes. Obwohl Stegosaurus heute als unzweifelhaft quadruped gilt, gab es doch Diskussionen, ob sich das Tier nicht auf die Hinterbeine gestellt haben könnte, um unter Verwendung des Schwanzes als drittes Stützbein auch höher gelegene Vegetation abzuweiden. Diese Idee wurde von Bakker vorgeschlagen, jedoch später von Carpenter verworfen.
Stegosaurus hatte, verglichen mit seinen Hinterbeinen, sehr kurze Vorderbeine. Weiter war der untere Abschnitt der Hinterbeine (Tibia und Fibula) relativ kurz, verglichen mit dem Femur. Dies bedeutet, dass das Tier nicht besonders schnell gegangen sein kann – die Maximalgeschwindigkeit lag bei 6–7 km/h.

### Zweites Gehirn
Bald nach der Beschreibung des Tieres bemerkte Marsh eine große Aushöhlung in der Beckenregion des Wirbelkanals, die eine Struktur beherbergen konnte, die bis zu 20-mal größer als das Gehirn wäre. Dies führte zu der berühmten Idee, dass Dinosaurier wie Stegosaurus eine Art „zweites Gehirn“ im Schwanzansatz besaßen, welches zur Kontrolle von Reflexen der hinteren Körperhälfte gedient haben sollte. Weiter wurde vermutet, dass es dem Tier zeitweilig bei Angriffen durch Predatoren Verstärkung bot. In jüngerer Zeit wurde die Theorie vertreten, dass der Hohlraum, der auch bei Sauropoden gefunden wurde, einen Glykogen-Körper beherbergt hat. Eine solche Struktur findet sich bei den rezenten Vögeln, wobei ihre Funktion jedoch noch nicht genau bekannt ist – es wird vermutet, dass sie das Nervensystem der Tiere mit Glykogen versorgt haben.

### Platten

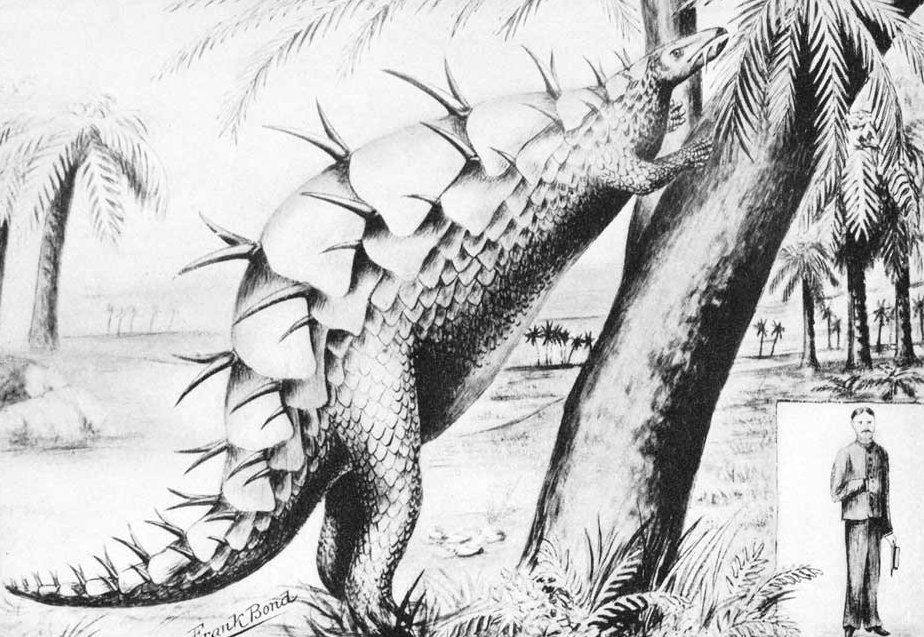
Diese zeichnerische Lebendrekonstruktion aus dem frühen 20. Jahrhundert zeigt Stegosaurus mit flach dem Rumpf aufliegenden Platten und über den ganzen Rücken verteilten Schwanzstacheln.

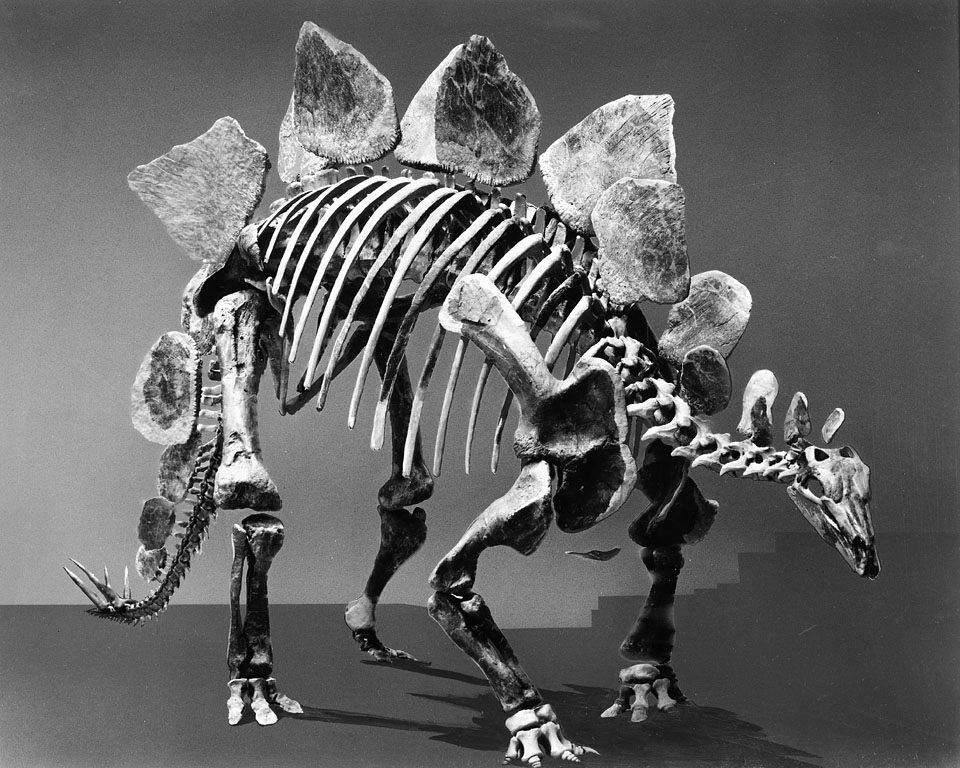
Skelettrekonstruktion von Stegosaurus, vermutlich aufgenommen in den 1930er Jahren, mit alternierend angeordneten, stehenden Rückenplatten im National Museum of Natural History in Washington, D. C.

Das auffälligste Merkmal von Stegosaurus sind zweifellos seine Knochenplatten. Diese hochentwickelten Osteoderme staken in der Haut und waren, wie die Knochenplättchen rezenter Krokodile und vieler Eidechsen, nicht direkt mit dem Skelett verbunden.
Die größten Platten wurden über den Hüften des Tieres gefunden und messen 60 cm in der Breite und 60 cm in der Höhe. Ihre Anordnung wurde lange debattiert – es gibt folgende Hypothesen:
1. Die Platten lagen flach auf dem Rücken des Tieres, wie ein Panzer. Dies war Marshs anfängliche Interpretation, der Stegosaurus seinen Namen „Dachechse“ verdankt. Als weitere und vollständigere Platten gefunden wurden, zeigte ihre Form, dass sie standen und nicht auf der Haut lagen.
2. Im Jahr 1891 veröffentlichte Marsh eine weitere Rekonstruktion,[25] diesmal standen die Platten in einer einzelnen Reihe. Auch diese Theorie wurde jedoch bald fallen gelassen, wohl weil es schwer verständlich war, wie die Platten in der Haut eingebettet waren, und weil sich die Platten in einer solchen Anordnung zu sehr überlappen würden.
3. Die Platten waren paarweise in einer doppelten Reihe angeordnet. Dies ist die gängigste Anordnung speziell in älteren Bildern bis zur „Dinosaurier-Renaissance“ in den 1970ern. Beispielsweise hatte der Stegosaurus in dem 1933 veröffentlichten Film King Kong diese Anordnung. Es wurden bisher aber keine zwei Platten identischer Größe und Form beim selben Tier gefunden.
4. Bereits zu Beginn des 20. Jahrhunderts[18] entstand die mittlerweile weithin akzeptierte Ansicht, nach der die Platten alternierend („auf Lücke“ bzw. „im Zick-Zack“) in zwei Reihen angeordnet waren. Diese Idee stützt sich hauptsächlich auf die Fundsituation kompletterer Stegosaurus-Skelette, die diese Anordnung erkennen lässt.[19] Auch dass bislang keine zwei Platten identischer Größe und Form beim selben Tier gefunden wurden und dass Anzahl und Größe der Platten eine Anordnung in einer einzelnen Reihe faktisch ausschließen, spricht für diese Konfiguration. Ein Einwand gegen diese Hypothese ist, dass eine solche unpaare Anordnung osteodermaler Gebilde bei anderen Reptilien gänzlich unbekannt ist und es schwer verständlich ist, wie die Evolution sie hervorbringen konnte.

Auch die Funktion der Platten war Gegenstand vieler Diskussionen. Anfänglich wurden sie für eine Art Panzerung gehalten, jedoch scheinen sie dazu zu zerbrechlich und ungünstig platziert zu sein, da sie die Seiten des Tieres ungeschützt lassen würden. Später verbreitete sich die Theorie, die Platten hätten zur Temperaturregulierung gedient – ähnlich wie das Segel des fleischfressenden Spinosaurus oder des Pelycosauriers Dimetrodon (oder die Ohren rezenter Elefanten und Hasen). Die Platten besaßen Blutgefäße, die durch Furchen verliefen, und vorbeiströmende Luft hätte das Blut abgekühlt. Diese Theorie wurde ernsthaft in Frage gestellt, da ein naher Verwandter von Stegosaurus stenops sehr kleinflächige Platten hatte, die zum Kühlen ungeeignet wären.
In der Vergangenheit spekulierten einige Forscher, besonders Robert Bakker, die Platten könnten bis zu einem gewissen Grad beweglich gewesen sein. Bakker meinte, die Platten seien lediglich die knöchernen Kerne von spitz zulaufenden Hornüberzügen, die das Tier von einer Seite zur anderen geschlagen haben könnte, um Angreifer eine Reihe von Spitzen entgegenzuhalten. Die Platten stellte er sich flach auf dem Rücken liegend vor, da sie ihm zu schmal erschienen, um ohne starke Muskeltätigkeit aufrecht stehen zu können. Die Hornüberzüge vermutete er, weil die Platten Ähnlichkeiten mit der knöchernen Basis vieler anderer horntragender Tiere hatten.
Heute sind Theorien in den Vordergrund gerückt, die von visuellen Funktionen ausgehen. Evtl. dienten die großen Platten dazu, die scheinbare Höhe des Tieres zu vergrößern, um entweder Feinde einzuschüchtern oder Artgenossen zu beeindrucken. Möglich wäre eine Form von sexueller Zurschaustellung, obwohl anscheinend Männchen wie Weibchen Platten trugen. Eine im Jahre 2005 veröffentlichte Studie unterstützt die Annahme, die Platten hätten zur Identifikation gedient. Die Forscher glauben, dass dies die Funktion verschiedener Dinosauriermerkmale unterschiedlicher Spezies gewesen sein könnte.

### Schwanzstacheln

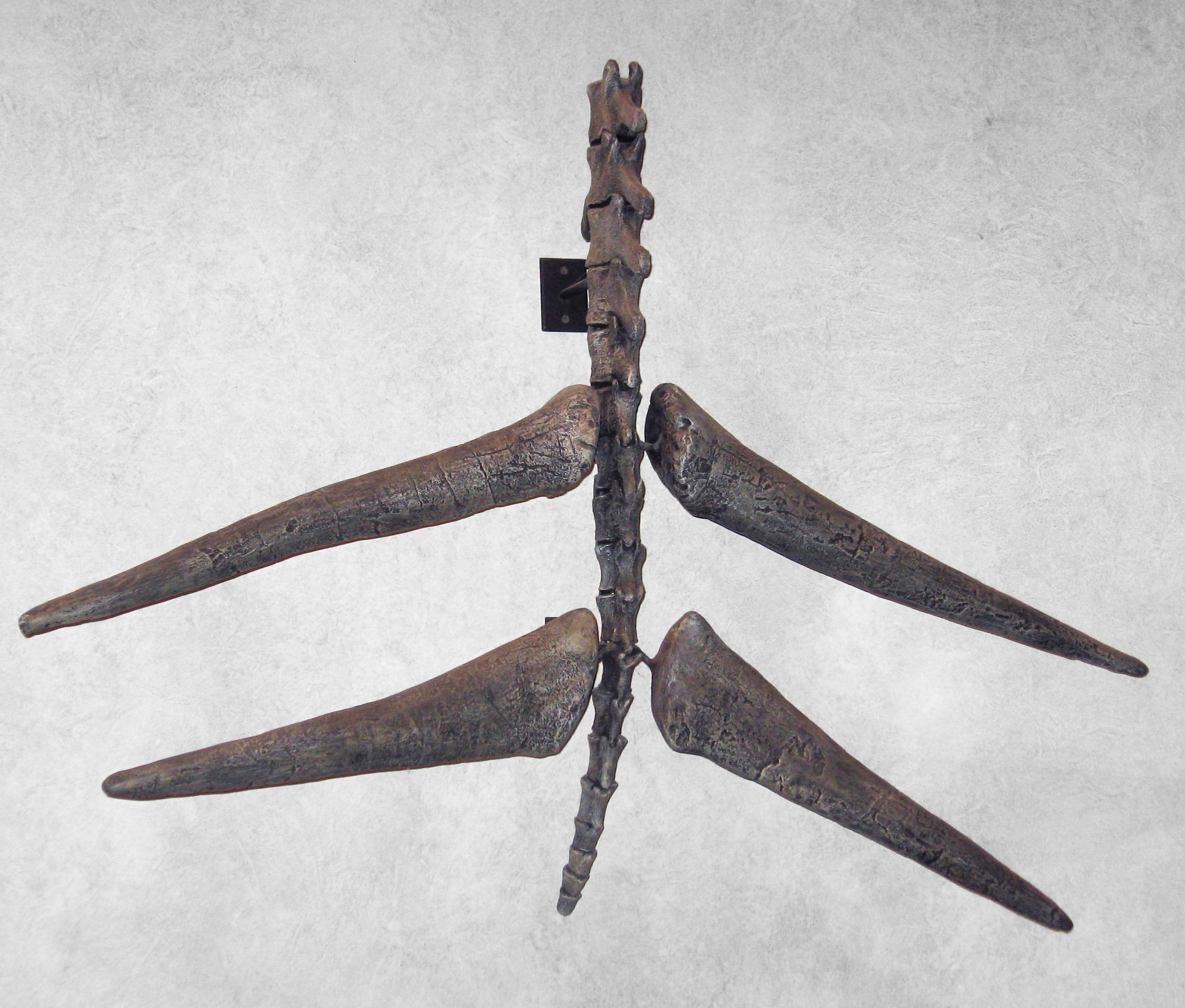
Schwanzende mit Stacheln

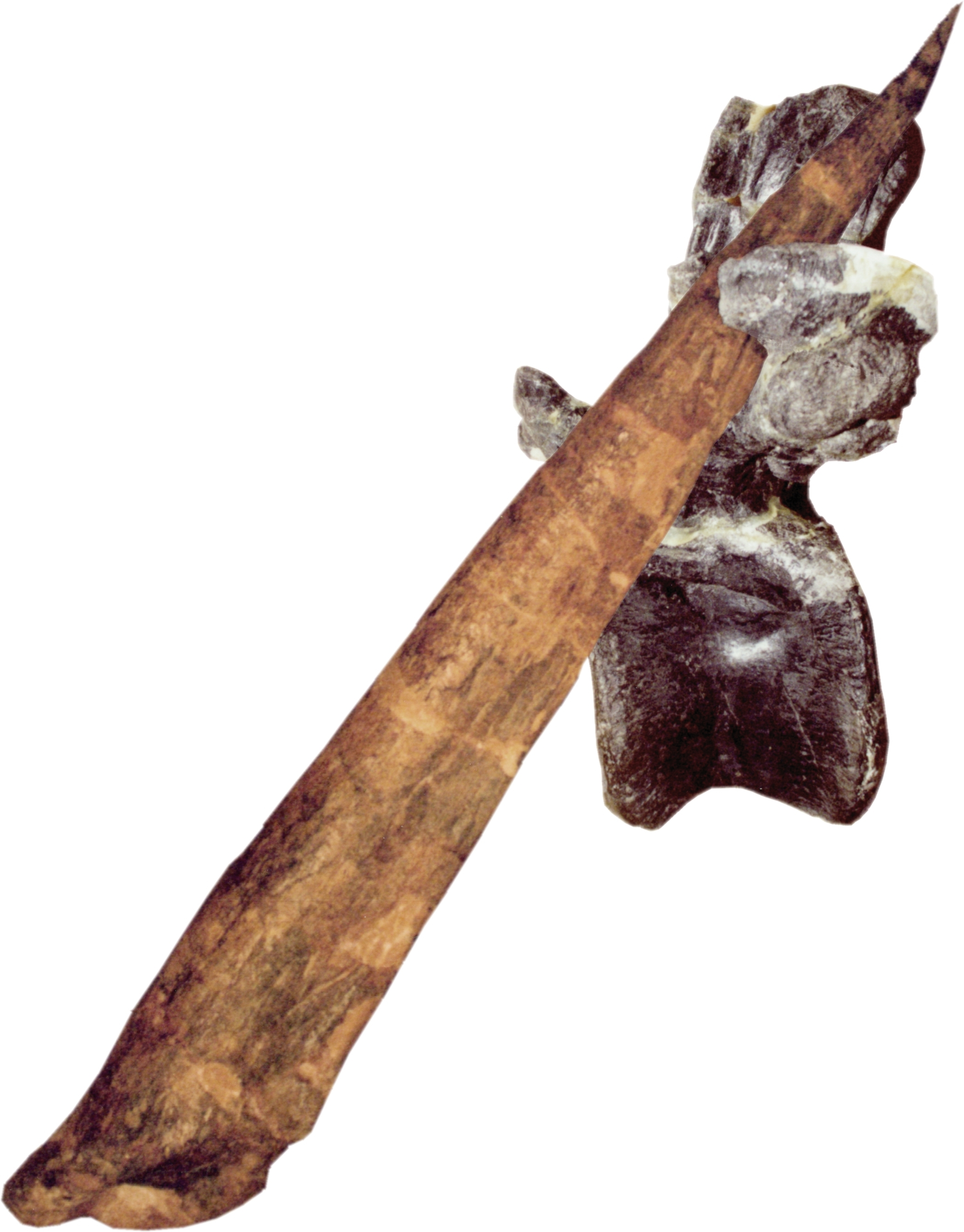
Ein durchstochener Schwanzwirbel des Carnivoren Allosaurus, in den ein Stegosaurus-Schwanzstachel perfekt hinein passt

Es gab Diskussionen, ob die Schwanzstacheln nur zur Schau dienten, wie Gilmore im Jahr 1914 vorschlug, oder ob sie als Waffe benutzt wurden. Robert Bakker bemerkte, dass der Schwanz viel beweglicher war als der anderer Dinosaurier, da verknöcherte Sehnen fehlen – dies ließ die Annahme, der Schwanz könnte als Waffe benutzt worden sein, wahrscheinlicher erscheinen. Jedenfalls meinte Carpenter, die Beweglichkeit sei eingeschränkt, da die Knochenplatten zu viele Schwanzwirbel überlappten. Hingegen ging Bakker davon aus, dass Stegosaurus seinen Schwanz geschickt schwenken konnte, indem das Tier die Hinterbeine auf dem Boden ließ und mit den muskulären, aber kurzen Vorderbeinen zur Seite sprang. Später zeigte eine Studie über die Schwanzstacheln von McWhinney et al. häufigen Schaden, was die Theorie, die Schwanzstacheln könnten im Kampf eingesetzt worden sein, bestätigt. Ein weiterer Beweis ist ein durchstochener Schwanzwirbel des Carnivoren Allosaurus, in den ein Stegosaurus-Schwanzstachel perfekt hinein passt.
Stegosaurus stenops hatte vier dermale Schwanzstacheln, jeder war etwa 60–90 cm lang. Entdeckungen miteinander verbundener Stegosaurus-Panzer zeigten, dass zumindest bei einigen Arten die Stacheln eher horizontal aus dem Schwanz herausstanden, und nicht vertikal, wie auf vielen Bildern zu sehen ist. Anfänglich beschrieb Marsh Stegosaurus armatus mit acht Schwanzstacheln, im Gegensatz dazu Stegosaurus stenops mit vier. Spätere Forschungen zeigten jedoch, dass auch Stegosaurus armatus vier Schwanzstacheln hatte.

### Ernährung
Die Fressweise von Stegosaurus und verwandten Arten unterscheidet sich von der anderer pflanzenfressender Ornithischia. Andere Ornithischia besaßen Zähne, mit denen sie Pflanzenmaterial zermahlen konnten, und einen Kiefer, der sie zu kauartigen Bewegungen befähigte. Im Kontrast dazu hatten Stegosaurier kleine, gesägte Zähne zum Zerquetschen des Pflanzenmaterials und einen Kiefer, der wahrscheinlich nur einfache Bewegungen zuließ und nicht zum richtigen Kauen geeignet war.
Trotzdem müssen Stegosaurier erfolgreich gewesen sein, da sie im Jura geographisch weit verbreitet waren. Paläontologen vermuten, dass Stegosaurier sich von Moosen, Farnen, Palmfarnen, Koniferen oder Früchten ernährt haben. Dazu verschluckten sie wahrscheinlich Gastrolithen – Steine, die im Magen bei der Zerkleinerung der Nahrung halfen, in derselben Art und Weise, wie es einige rezente, nicht zum Kauen befähigte Tiere wie Vögel oder Krokodile tun. Abweiden von Gras, wie man es bei vielen modernen herbivoren Säugetieren sehen kann, wäre für Stegosaurus nicht möglich gewesen – die ersten Gräser tauchten erst in der Kreide auf, lange nachdem Stegosaurus ausgestorben ist.
Wahrscheinlich weidete Stegosaurus nur bodennah in etwa einem Meter Höhe. Trifft jedoch die von Bakker propagierte Hypothese zu, dass sich Stegosaurus auf die Hinterbeine stellen konnte, wären erwachsene Tiere fähig gewesen, in bis zu sechs Meter über dem Boden zu fressen.

### Stegosaurusin der Populärkultur
Als einer der bemerkenswertesten Dinosaurier taucht Stegosaurus oft in Filmen, Cartoons und Comics auf. Er ist auch ein wichtiger Bestandteil vieler Dinosauriermodell- und Spielzeug-Kollektionen, wie der Carnegie-Kollektion. Im Jahr 1982 wurde Stegosaurus als Staatsdinosaurier von Colorado gewählt.
Stegosaurus ist Darsteller in einer ganzen Reihe von Filmen und Dokumentationen und wurde oft mit großen carnivoren Dinosauriern kämpfend gezeigt. Beispiele, in denen er einem Ceratosaurus gegenübersteht, sind Reise in die Urzeit (Journey to the Beginning of Time, 1954) und der Dokumentarfilm Dinosaurier erobern die Welt (When Dinosaurs Roamed America, 2001). Auch gegen Tyrannosaurus kämpft Stegosaurus auf der Leinwand, wie in Planet der Monster (Planet of Dinosaurs, 1977), Walt Disneys Fantasia (1940) sowie der Neuauflage der Serie Im Land der Saurier (Land of the Lost, 1991/92).
Weiter tauchte Stegosaurus in dem klassischen Monsterfilm King Kong (1933) sowie in Vergessene Welt: Jurassic Park (1997) und Jurassic World (2015) auf. Er war zudem auch in der mehrteiligen Fernsehserie Im Reich der Giganten (Walking with Dinosaurs, 1999) und dem Special Die Geschichte von Big Al (The Ballad of Big Al, 2000) zu sehen.